# Herning Museum
Herning Museum var et kulturhistorisk museum i Herning. Museet blev oprettet i 1892. I 2010 blev det en del af det nyoprettede Museum Midtjylland. 

## Historie
Herning Museum blev grundlagt i 1892 og museet fik til huse på byens tinghus i 1896 - samme år som museets grundlægger - J.A.Trøstrup flyttede til byen for at stå for dets ledelse. Apoteker J.Chr. Møller skænkede en grund på Museumsgade 32 til museet, hvorpå der i 1906 blev opført en midt- og vestjysk bondegård med bindestue. Hermed var grunden lagt til museets frilandsmuseum - Danmarks næstældste. Hovedbygningen blev opført i 1909-10 efter tegning af arkitekt V. Gullev.
Herning Museum var fra 1968 med i restaureringsarbejdet af Hernings ældste bygning, herregården Herningsholm, som blev genåbnet i 1980 som Blichermuseet - under drift af Herning Museum. I 1987 indgik Herning Museum driftsaftale med Ikast-Brande Kommune om at drive Klosterlund Museum og Naturcenter i Stenholt Skov, som indtil da var drevet af Nationalmuseet . I 2008 blev Vester Palsgaard Skovmuseum desuden en del af organisationen.